# Чиндалейське сільське поселення
Чиндале́йське сільське поселення (рос. Чиндалейское сельское поселение) — сільське поселення у складі Дульдургинського району Забайкальського краю Росії.
Адміністративний центр — село Чиндалей.

## Історія
2014 року були утворені села Новий Чиндалей та Старий Чиндалей шляхом виділення частин із села Чиндалей.

## Населення
Населення сільського поселення становить 884 особи (2019; 1005 у 2010, 1063 у 2002).

## Склад
До складу сільського поселення входять:
| Населений пункт       | Населення, осіб (2002) | Населення, осіб (2010) |
| --------------------- | ---------------------- | ---------------------- |
| Новий Чиндалей, село  | -                      | -                      |
| Старий Чиндалей, село | -                      | -                      |
| Чиндалей, село        | 1063                   | 1005                   |